# Synema schulzi
Synema schulzi là một loài nhện trong họ Thomisidae.
Loài này thuộc chi Synema. Synema schulzi được Maria Dahl miêu tả năm 1907.